# Sornetan
Sornetan ist eine Ortschaft in der Gemeinde Petit-Val im Verwaltungskreis Berner Jura des Kantons Bern in der Schweiz. Bis zum 31. Dezember 2014 war Sornetan eine eigene politische Gemeinde. Am 1. Januar 2015 fusionierte diese mit den Gemeinden Châtelat, Monible und Souboz zur neuen Gemeinde Petit-Val. Der frühere deutsche Name Sornethal wird heute nicht mehr verwendet.

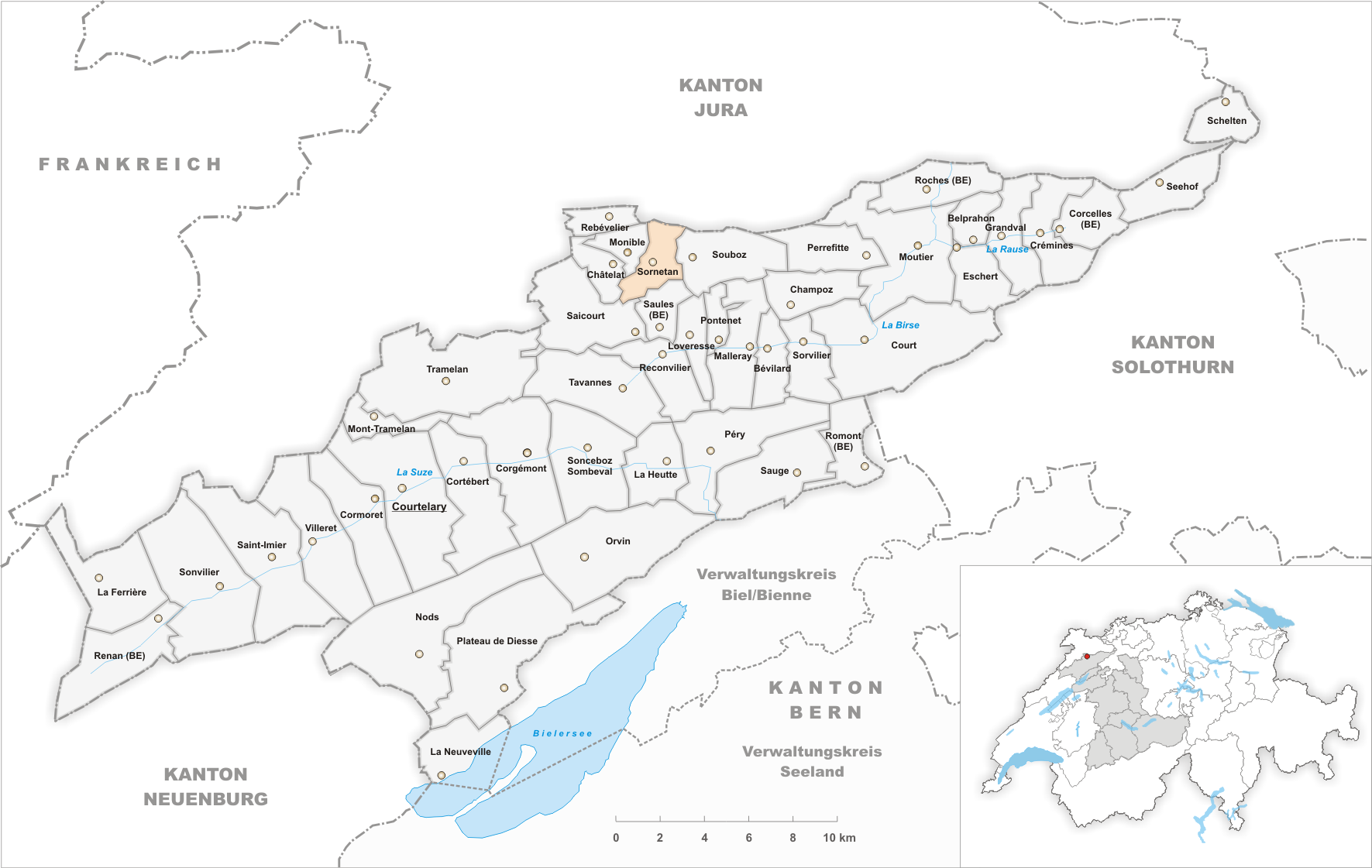
Gemeindestand vor der Fusion am 1. Januar 2015

## Geographie
Sornetan liegt auf 843 m ü. M., zwölf Kilometer westlich des Orts Moutier (Luftlinie). Das Bauerndorf erstreckt sich auf einem Geländevorsprung am Nordhang der Jurakette des Moron, rund 100 m über dem Talboden der Sorne in einem Becken, das auch den Namen Petit Val trägt.
Die Fläche des 5,6 km² grossen Gebiets der ehemaligen Gemeinde umfasst einen Abschnitt im zentralen Teil des Petit Val. Das Gebiet wird von der Sorne nach Norden zur Birs entwässert. Unterhalb von Sornetan durchbricht die Sorne bei der Ortschaft Le Pichoux die Antiklinale der Montagne de Moutier in der Schlucht Gorges de Pichoux, einer typischen Juraklus mit markanten Felswänden und ‑graten. Der südliche Teil der Pichoux-Schlucht gehört zu Sornetan. Im Nordwesten reicht das Gebiet über die Hochfläche von Semplain bis an die Höhe von Rebévelier (bis 980 m ü. M.). Nach Süden erstreckt sich Sornetan auf die Antiklinale des Moron, wo mit 1124 m ü. M. der höchste Punkt der Ortschaft erreicht wird. Hier liegen ausgedehnte Jurahochweiden mit den typischen mächtigen Fichten, die entweder einzeln oder in Gruppen stehen. Von der Gemeindefläche entfielen 1997 3 % auf Siedlungen, 50 % auf Wald und Gehölze, 46 % auf Landwirtschaft, und etwas weniger als 1 % war unproduktives Land.
Zu Sornetan gehören mehrere Einzelhöfe. Nachbarorte bzw. ‑gemeinden von Sornetan sind die Ortsteile Châtelat, Monible und Souboz in der gleichen Gemeinde sowie Undervelier in der Gemeinde Haute-Sorne im Kanton Jura und die Gemeinden Saicourt sowie Saules im Kanton Bern.

## Bevölkerung
Mit 139 Einwohnern (Stand 31. Dezember 2013) gehörte Sornetan zu den kleinen Gemeinden des Berner Juras. Im Jahr 2000 waren von den Bewohnern 87,6 % französischsprachig, 9,7 % deutschsprachig und 0,9 % spanischsprachig. Die Bevölkerungszahl von Sornetan belief sich 1900 noch auf 181 Einwohner. Im Verlauf des 20. Jahrhunderts wurde weiterhin ein rückläufiger Trend beobachtet.

## Politik
Die Wähleranteile der Parteien anlässlich der Nationalratswahlen 2011 betrugen in Sornetan: SVP 52,1 %, SP 13,3 %, GPS 11,1 %, BDP 7,3 %, EDU 6,6 %, FDP 3,1 %, EVP 2,9 %, PSpA 1,3 %, AL 0,7 %, CVP 0,4 %, Les Rauraques 0,4 %, glp 0,3 %, PNOS 0,2 %, ALP 0,2 %, PdA 0,1 %.

## Wirtschaft
Sornetan ist ein noch vorwiegend von der Landwirtschaft geprägtes Dorf, wobei Milchwirtschaft und Viehzucht überwiegen. Kleinere Betriebe liegen im Tal, das Sornetan von Souboz trennt, sowie am oberen Eingang in die Pichoux-Schlucht. In Sornetan gibt es ein Tagungszentrum der Evangelisch-reformierten Kirche, das Centre de Sornetan, das auch Gästezimmer anbietet. Es wurde 1971 nach Plänen des Architekten Claude Leuzinger erbaut und 2002 erweitert und umfasst verschiedene Tagungsräume und 32 Zimmer mit 86 Betten.

## Verkehr
Sornetan liegt abseits der grösseren Durchgangsstrassen an der Hauptstrasse 248.4, die von Tavannes via Bellelay als Hauptstrasse 526 durch die Gorges du Pichoux (Pichoux-Schlucht) ins Delsberger Becken bei Bassecourt führt. Sornetan wird zeitweise durch einen Postautokurs bedient; die nächste von den regulären Kursen der Strecke Tavannes – Lajoux – Les Genevez angefahrene Haltestelle liegt in Bellelay.

## Geschichte
Die erste schriftliche Erwähnung des Dorfes findet sich 1161 unter dem heutigen Ortsnamen, 1179 erscheint auch die Bezeichnung Sornetain. Sornetan gehörte zur Propstei Moutier-Grandval. Zu dieser Zeit lag unterhalb des Ortes an der Sorne das Dorf Saipran, das die Kirchgemeinde des Petit Val bildete. Saipran wurde nach einer grossen Pestepidemie verlassen.
Von 1797 bis 1815 gehörte Sornetan zu Frankreich und war anfangs Teil des Département Mont-Terrible, das 1800 mit dem Département Haut-Rhin verbunden wurde. Durch den Entscheid des Wiener Kongresses kam der Ort 1815 an den Kanton Bern zum Bezirk Moutier.
Bis am 31. Dezember 2014 war Sornetan eine eigenständige Gemeinde.

## Sehenswürdigkeiten

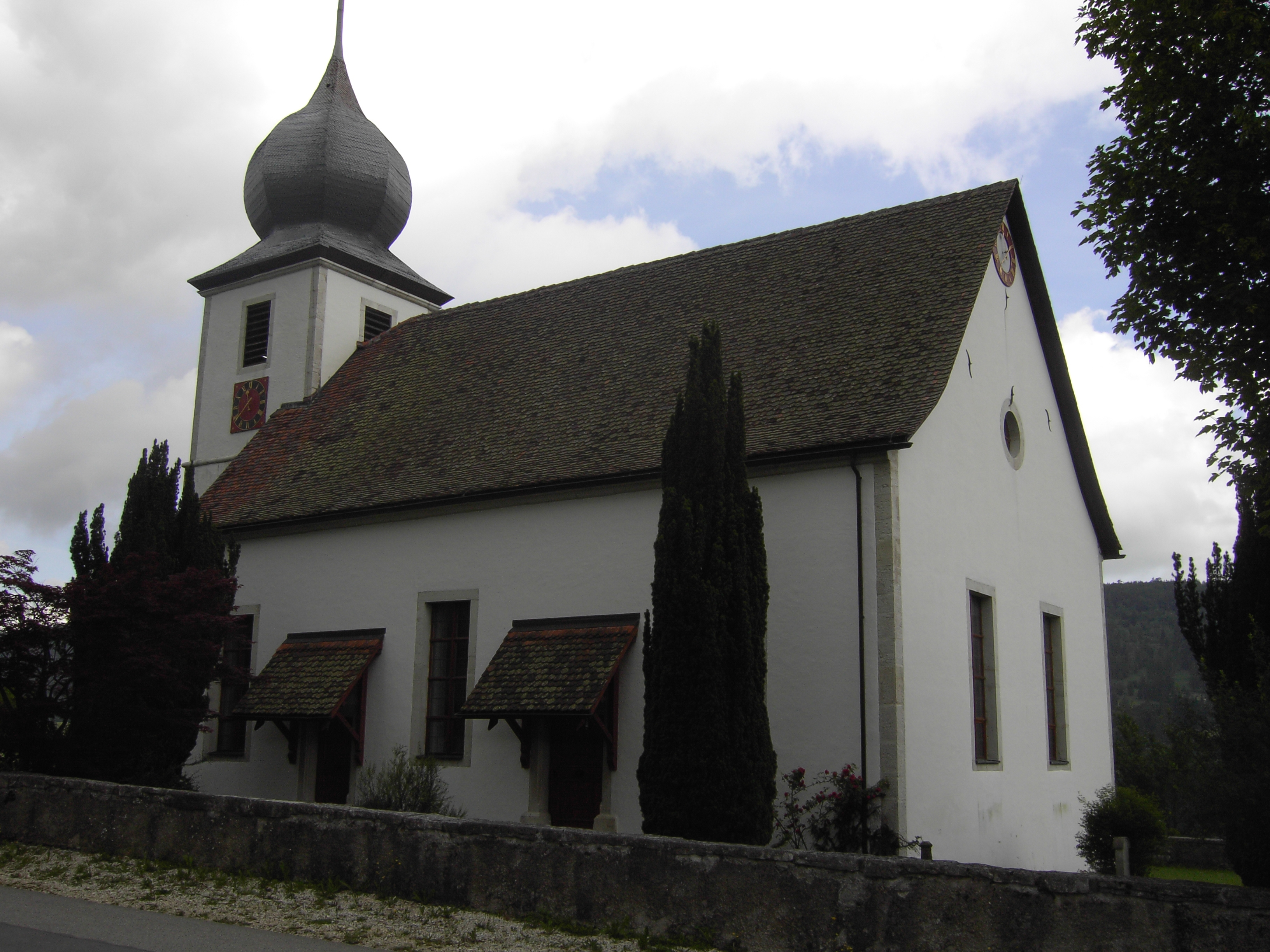
Kirche

Die reformierte Pfarrkirche von Sornetan wurde 1708 erbaut. Sie besitzt einen Frontturm mit Zwiebelhaube, einen barocken Predigtsaal sowie eine wertvolle Ausstattung, darunter das Chorgestühl und die reich geschnitzte Kanzel. Das Pfarrhaus stammt von 1746.
Seit dieser Zeit gehören die Dörfer des Petit Val, Châtelat, Monible und Souboz, zur Kirchgemeinde Sornetan. Im Ortskern stehen einige charakteristische Bauernhäuser aus dem 18. und 19. Jahrhundert.